# Pedro Armendáriz Jr.
Pedro Armendáriz Pardo, més conegut com a Pedro Armendáriz Jr. (Ciutat de Mèxic, 6 d'abril de 1940 - Manhattan, Nova York; 26 de desembre de 2011) va ser un actor mexicà, fill del també actor Pedro Armendáriz.
Va estar casat amb Lucía Gómez de Parada, qui fos model de Televisa amb la campanya «Hermosa República Mexicana te saluda». Pedro i Lucía van tenir diversos fills. Després del seu divorci, Pedro va mantenir una relació amb les també actrius Ofelia Medina i Luz María Jerez. Va morir als 71 anys el 26 de desembre de 2011.

## Biografia
Va néixer en el si d'una família dedicada a l'actuació, el seu pare va ser Pedro Armendáriz, i la seva mare Carmelita Bohr, millor coneguda com a Carmelita Pardo. Els seus primers estudis els va cursar a l'Instituto Patria. Després va ingressar a la Universitat Iberoamericana on va concloure la carrera d'arquitectura. No tenia interès a dedicar-se a l'actuació, i fins i tot, va participar com a arquitecte en la construcció del Museo Nacional de Antropología (Mèxic), al costat de Pedro Ramírez Vázquez. En concloure l'obra es va quedar aturat i el seu amic Arturo Ripstein el va convidar a participar en una pel·lícula experimental que estava per realitzar. Pedro Armendáriz solia dir que el seu pare mai es va imaginar que ell es dedicaria al cinema, no obstant això, va tenir la fortuna que el gran actor, mort en 1963, li compartís moltes de les seves experiències professionals, en particular del treball i amistats que va fer a Hollywood.

### Trajectòria al cinema

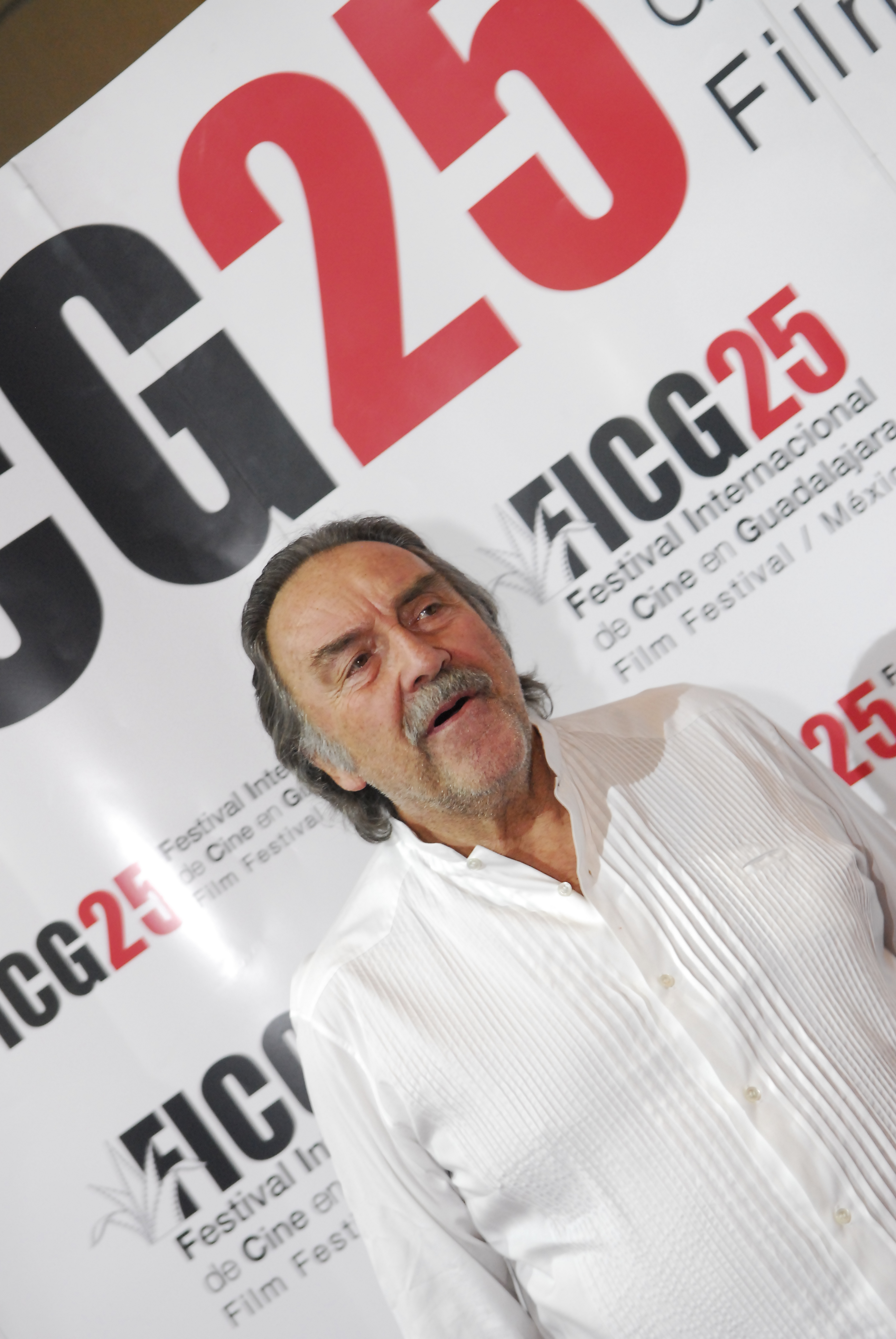
Armendáriz a Guadalajara el març de 2010

Pedro Armendáriz Jr. va aparèixer en més de 140 pel·lícules, tant en espanyol com en altres idiomes. Entre elles cal destacar El crimen del padre Amaro (Carlos Carrera, 2002), Matando cabos (Alejandro Lozano, 2004), La ley de Herodes (Luis Estrada, 1999), Serafín, la película (René Cardona III, 2001), Estas ruinas que ves i Navidad S.A..
Fou dirigit per cineastes de la talla de Julián Pastor, a La casta divina; per Jaime Humberto Hermosillo, a La pasión según Berenice; Gonzalo Martínez Ortega, a Longitud de guerra; i per Arturo Ripstein en Cadena perpetua.

#### Cinema anglòfon
Tant ell com el seu pare van aparèixer en films de la saga de James Bond: el seu pare, Pedro Armendáriz, va aparèixer en Des de Rússia amb amor en 1963 (encara que va morir abans de l'estrena del film), mentre que Pedro Armendáriz Jr. va aparèixer en Llicència per matar el 1989.
Va tenir petits papers en altres conegudes produccions de Hollywood, com la premiada superproducció de catàstrofe Terratrèmol (1974; amb Charlton Heston i Ava Gardner), Gringo vell en 1989 (amb Gregory Peck i Jane Fonda), El mexicà el 2003 (amb Antonio Banderas, Salma Hayek i Johnny Depp) i a dues pel·lícules sobre el personatge d'El Zorro: La màscara del Zorro el 1998 i La llegenda del Zorro en 2005 (ambdués amb Antonio Banderas i Catherine Zeta-Jones).
També va aparèixer en la pel·lícula Tombstone en un petit paper de sacerdot al costat de Kurt Russell, Val Kilmer i Charlton Heston.
L'última pel·lícula a rodar va ser Casa de mi padre el 2012, amb Will Ferrel.

#### Doblatge
A més va participar en els doblatges de cinc pel·lícules com Atlantis: l'imperi perdut, on dobla al capità Lyle Rourke, Cars, on dobla a Doc Hudson, Kung Fu Panda, on dobla al mestre Shifu, Nikté, on dobla a Ca's, The Mexican (La mexicana), on dobla a la policia mexicana, i a El mexicà, on doblega al president. La seva veu apareix també al documental Oceans. Va fer també la narració d'un altre documental sobre l'illa del Pacífic en disputa entre Mèxic i França: Clipperton, pel·lícula que el seu pare havia fet sota la direcció d'Emilio Fernández en la dècada dels 50.

### Mort
Va morir el 26 de desembre de 2011 a l'edat de 72 anys a Nova York, Estats Units, ja que era atès en aquesta ciutat d'un càncer d'ull que a penes uns dies abans li havia estat diagnosticat en Mèxic, després de sofrir forts maldecaps durant mesos. La seva família va emetre un comunicat en el qual va informar que l'artista va morir víctima de càncer i va sol·licitar als mitjans de comunicació respecte a la seva privacitat en els moments de dol.

## Filmografia

### Cinema
- Fuera de la ley (1966) - Willy
- El cachorro (1966)
- Los gavilanes negros (1966)
- El temerario (1966)
- Matar es fácil (1966) - Gustavo de la Rosa
- Los Tres mosqueteros de Dios (1967) - Manuel
- La soldadera (1967) - Isidro
- Los bandidos (1967) - Sacerdott
- Guns for San Sebastian (1968) - Father Lucas
- 4 contra el crimen (1969) - Gustavo
- Amor perdoname (1968)
- No hay cruces en el mar (1968) - Sergio
- El Corrido de 'el hijo desobediente' (1968) - Ramiro
- Los asesinos (1968) - Talbot
- Las luchadoras contra el robot asesino (1969)
- El golfo (1969)
- Todo por nada (1969) - Pedro
- Las vampiras (1969) - Carlos Mayer
- Los Recuerdos del porvenir(1969) - Capitán Flores
- La marcha de Zacatecas (1969) - Mayor González
- Super Colt 38 (1969) - Morton
- The Undefeated (1969) - Escalante
- Patsy, mi amor (1969)
- Las Impuras (1969)
- Como enfriar a mi marido (1970)
- The Phantom Gunslinger (1970) - Algernon
- Chisum (1970) - Ben
- Los Juniors (1970) - Rafael Segura Jr.
- Macho Callahan (1970) - Juan
- Su precio... unos dólares (1970) - Sam
- La belleza (1970)
- River of Gold (1971) - Angel
- Vuelo 701 (1971) - Máximo
- Una Vez, un hombre (1971) - Suarez
- Siete muertes para el texano (1971)
- Primero el dólar (1972)
- Killer by Night (1972) - Carlos Madera
- Hardcase (1972) - Simon Fergus
- Ni solteros, ni casados (1972)
- Sucedió en Jalisco (1972) - Muñoz
- Trio y cuarteto (1972) (segment "Cuarteto")
- The Magnificent Seven Ride! (1972) - Pepe Carral
- Indio (1972) - Jesse James
- Los indomables (1972)
- The Soul of Nigger Charley (1973) - Sandoval
- Don't Be Afraid of the Dark (1973) - Francisco Perez
- The Deadly Trackers (1973) - Herrero
- Cinco mil dolares de recompensa (1974) - William Law
- Chosen Survivors (1974) - Luis Cabral
- Las víboras cambian de piel (1974) - Esposo abandonado
- Tráiganlos vivos o muertos (1974)
- Terratrèmol (1974) - Emilio Chavez
- Cabalgando a la luna (1974)
- The Log of the Black Pearl (1975) - Archie Hector
- Los Caciques (1975) - Arrieta
- A Home of Our Own (1975) - police captain
- Más negro que la noche (1975) - Roberto
- Un mulato llamado Martín (1975)
- Columbo: A Matter of Honor(1976) - Comandante Sanchez
- La gran aventura del Zorro (1976) - Emilio Walter
- El pacto (1976) - Raul
- La pasión según Berenice (1976) - Rodrigo Robles
- Longitud de guerra (1976)
- Mina, viento de libertad (1977)
- The Divine Caste (1977) - Abel Ortiz Argumedo
- Carroña (1978) - El Rengo
- La Plaza de Puerto Santo (1978) - Ernesto
- Los pequeños privilegios (1978) - Pedro
- El complot mongol (1978) - Filiberto
- El hijo es mio (1978)
- Crónica íntima (1979)
- Survival Run (1979) - Paco
- Cadena perpetua (1979) - Javier Lira
- Estas ruinas que ves (1979) - Raymundo Rocafuerte
- El vuelo de la cigüeña (1979)
- La ilegal (1979) - Felipe Leyva
- Me olvidé de vivir (1980) - Pedro
- Mamá solita (1980)
- The Dogs of War (1980) - captain
- Ni solteros, ni cazados (1980)
- Evita Peron (1981) - Cypriano Reyes
- Novia, esposa y amante(1981) - Esteban Ampudia
- La mujer del ministro (1981) - Inspector Romero
- Rastro de muerte (1981) - Alberto Villamosa
- La Chèvre (1981) - captain
- En el pais de los pies ligeros (1982)
- Dias de combate (1982) - Hector Belascoaran Shayne
- Huevos rancheros (1982)
- Cosa facil (1982) - Hector Belascoaran Shayne
- El día que murió Pedro Infante (1982)
- Las musiqueras (1983) - Alejandro del Río
- Los dos carnales (1983) - Don Cristóbal
- Chile picante (1983)
- El Corazon de la noche (1984) - Domingo
- La silla vacia (1984)
- Extraño matrimonio (1984)
- El billetero (1984)
- Matar o morir (1984) - Tony Collins
- Secuestro sangriento (1985)
- Sangre en el Caribe (1985) - Mario
- Treasure of the Amazon (1985) - Pablo / Zapata
- Historias violentas (1985) (segment 3 "Reflejos")
- Vidas errantes (1985) - El ingeniero
- Treasure Island (1985) - Mendoza
- Maine-Ocean Express (1986) - Pedro De La Moccorra
- Murder in Three Acts (1986) - Mateo
- El Tres de copas (1986)
- El Puente II (1986)
- Persecución en Las Vegas: "Volvere" (1987) - Pagano
- Walker (1987) - Munoz
- Mariana, Mariana (1987) - adult Carlos
- Herencia maldita (1987)
- A Walk on the Moon (1987) - Doctor
- Les Pyramides bleues (1988) - Perez-Valdez
- Lovers, Partners & Spies (1988) - Duke
- El secreto de Romelia (1988) - Roman
- El Placer de la venganza (1988)
- Diana, René, y El Tíbiri (1988)
- Ke arteko egunak (1989)
- El Costo de la vida (1989)
- Llicència per matar (1989) - President Hector Lopez
- Gringo vell (1989) - Pancho Villa
- La secta del sargon (1990)
- ¡Maten a Chinto! (1990) - Don Chinto
- La Leyenda de una mascara (1991) - López
- Camino largo a Tijuana'' (1991) - Juan
- Bandidos (1991) - priest
- El patrullero (1991) - Sargento Barreras
- Diplomatic Immunity (1991) - Oswaldo Delgado
- Corrupción y placer (1991) - Augusto Alarcon
- Sonata de luna (1992)
- Death and the Compass (1992) - Blot
- Los años de Greta (1992) - Gustavo
- Extraños caminos (1993)
- Nurses on the Line: The Crash of Flight 7 (1993)
- Tombstone (1993) - priest
- Code... Death: Frontera Sur (1993) - Dragon
- Dos crimenes (1994) - Alfonso
- The Cisco Kid (1994) - General Montano
- Vagabunda (1994) - Pedro Riel
- Novia que te vea (1994)
- Guerrero negro (1994)
- Ámbar (1994) - Commissioner
- Una Luz en la escalera (1994) - Captain Fonseca
- Et Hjørne af paradis (1997) - minister
- De noche vienes, Esmeralda (1997) - Antonio Rossellini
- Reclusorio (1997) - Abogado defensor (segment "Sangre entre mujeres")
- Amistad (1997) - General Espatero
- La màscara del Zorro (1998) - Don Pedro
- Fuera de la ley (1998)
- On the Border (1998) - Herman
- Al borde (1998) - Don Gabino
- La Secta del sargon (1999)
- La ley de Herodes (1999) - Lopez
- Before Night Falls (2000) - Reynaldo's grandfather
- El Grito (2000) - Duarte
- The Mexican (2001) - Mexican policeman
- Su alteza serenísima (2001) - His most serene highness
- Serafín: La película (2001) - Thinker (voice)
- Original Sin (2001) - Jorge Cortes
- Asesinato en el Meneo (2001) - Don Manuel
- In the Time of the Butterflies (2001) - captain Peña
- Entre los dioses del desprecio (2001)
- El crimen del padre Amaro (2002) - Presidente Municipal Gordo
- El mexicà (2003) - president
- Casa de los babys (2003) - Ernesto
- And Starring Pancho Villa - Himself (2003) - Don Luis Terrazas
- El Segundo (2004) - El Mayor
- Matando cabos (2004) - Oscar Cabos
- La llegenda del Zorro (2005) - Governor Riley
- Después de la muerte (2005) - Don Julio
- Un mundo maravilloso (2006) - Director del Periódico
- Guadalupe (2006) - Simon
- One Long Night (2007) - Don Ricardo
- El Ultimo justo (2007) - Father del Toro
- Kung Fu Panda (Mexican Spanish dub, 2008) - Master Shifu (voice)
- Looking for Palladin (2008) - police chief
- Divina confusión (2008) - Melesio
- Navidad S.A. (2008) - Santa Claus
- Nikté (2009) - Kaas
- Sin memoria (2010) - Benitez
- El baile de San Juan (2010) - Marqués de la Villa
- Mamitas (2011) - Ramon 'Tata' Donicio
- El cartel de los sapos (2012) - Don Modesto
- Casa de mi padre (2012) - Miguel Ernesto
- Freelancers (2012) - Gabriel Baez
- Desde dentro (2016) - Domingo Altamirano

### Curtmetratges
- La belleza (1970) - El marit
- Mate y la luz fantasma (2006) - Doc Hudson (doblatge)
- Kung Fu Panda: Los secretos de los Cinco Furiosos (2006) - Maestro Shifu (doblatge)
- Hilos y cables (2010)
- Kung Fu Panda: El festival de invierno (2010) - Maestro Shifu (doblatge)
- Despertar (2011)
- Kung Fu Panda: Los secretos de los maestros (2011) - Maestro Shifu (doblatge)

### Telenovel·les
- La fuerza del destino (2011) - Anthony "Tony" McGuire
- Atrévete a soñar (2009-2010) - Max Williams
- Destilando amor (2007) - Mr. Irving Thomas
- Yo amo a Juan Querendón (2007) - Don Plutarco
- Barrera de amor (2005) - Don Pedro Valladolid
- Amy, la niña de la mochila azul (2004) - Matías Granados
- Bajo la misma piel (2003-2004) - Joaquín Vidaurri
- Cuento de Navidad (1999-2000) - Rodolfo
- Laberintos de pasión (1999-2000) - Padre Mateo Valencia
- Tres mujeres (1999-2000) - Federico Méndez
- Serafín (1999) - Pensador (voz)
- La sombra del otro (1996) - Comandante Luis Tello
- La culpa (1996) - Tomás Mendizábal
- Agujetas de color de rosa (1994-1995) - Aarón Zamora
- La última esperanza (1993) - Alejandro Burana / Armando Merino
- Nuevo amanecer (1988) - Gerardo
- El camino secreto (1986-1987) - Alejandro Faidella
- La gloria y el infierno (1986) - Sebastián Arteaga
- Rosario de amor (1978) - Paulo Santacruz
- Ven conmigo (1975) - Eduardo
- Me llaman Martina Sola (1972) - Jaime Corvalán
- Hermanos Coraje (1972)

### Sèries de televisió
- Furcio (2000–2002)
- Mi generación (1997)
- Acapulco H.E.A.T. com Rodríguez (1993)
- Sweating Bullets / Calor tropical com el tinent Carrillo (1991–1992)
- La hora marcada (1989) (Episodi: Km 22)[6]
- Tony Tijuana com Tony Tijuana (1988)
- Hora marcada (1988)
- On Wings of Eagles com el senyor Dobuti (1986)
- Airwolf com el capità Méndez (1986)
- Knight Rider com Eduardo O'Brian (1984)
- Remington Steele com el capità Ríos (1983)
- The Love Boat com Ricardo (1981)
- The Rhinemann Exchange com Fuentes (1977)
- Police Story com Joe Gaitan (1973)

## Premis i reconeixements
Premi Ariel
| Any  | Categoria                   | Pel·lícula        | Resultat  |
| ---- | --------------------------- | ----------------- | --------- |
| 2000 | Millor coactuació masculina | La ley de Herodes | Guanyador |

- En 2007 se'l va reconèixer al Festival Internacional de Cinema de Guadalajara amb el Premi Mayahuel d'Or per les seves aportacions al cinema mexicà, a més d'haver participat en diferents posades en escena.

- En 2010, va ser reconegut al Festival Internacional de Cinema de Monterrey amb el Premi Cabrit de Plata, per la seva distingida trajectòria artística que cobreix quatre i mitja dècades al cinema i en la televisió, en aquest mateix any Televisa li va donar un reconeixement per la seva valuosa carrera com a actor i promotor de Mèxic a l'estranger.

- En 2010 va ser reconegut al Festival Internacional de Cinema de Guanajuato amb la Creu de Plata, per la seva trajectòria artística.

- En 2008, quan va estar al capdavant de l'Acadèmia Mexicana de Cinema, es va manifestar en contra de la politització de la indústria fílmica.[7]